# تیا (سیاره)

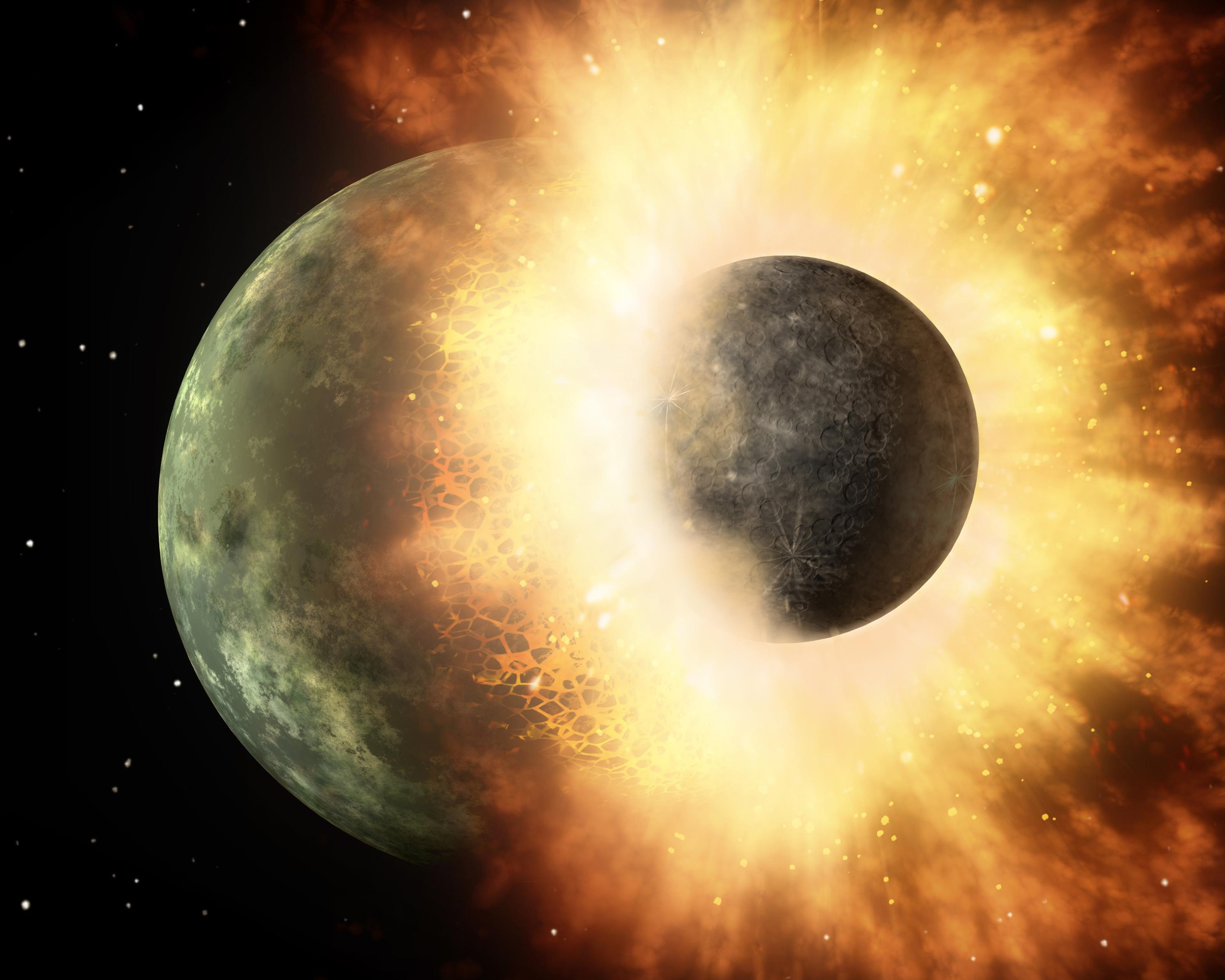
یک انگاشت هنری از انگارهٔ تأثیر برخورد سیاره‌ای مانند تیا (در سمت راست) با زمین (در سمت چپ) به‌ویژه نشان‌دادن تشکیل یک سینستیا: گونه‌ای ابر بسیار متراکم که از مواد تبخیر شدهٔ زمینی که اطراف آن را احاطه کرده را نشان می‌دهد.

سیارهٔ تیا، یک سیارهٔ فرضی در منظومهٔ خورشیدی اولیه است، که حدود ۴٫۵ میلیارد سال پیش با زمین برخورد کرده‌است. مطابق این نظریه تیا به اندازهٔ مریخ و دارای قطر حدود ۶٬۱۰۲ کیلومتر بود. تحقیقات بیشتر مربوط به سال ۲۰۱۹ میلادی مشخص ساخت که بیشتر آب موجود بر روی سطح کرهٔ زمین حاصل برخورد با تیا در ۴٫۵ میلیارد سال پیش است. ادوارد یانگ از دانشگاه کالیفرنیا، بر اساس تجزیه و تحلیل سنگ‌های جمع‌آوری شده از ماه در مأموریت فضاپیماهای آپولو ۱۲، ۱۵ و ۱۷، می‌گوید که تیا با زمین برخورد کرده‌است. در مقابل نظریهٔ تأثیر زودگذر (glancing impact) بیان می‌کند که خرده‌های سیارهٔ تیا به هم دیگر پیوسته و ماه اولیه را تشکیل دادند. بعضی از دانشمندان معتقدند که خرده‌سنگ‌هایی که در مدار زمین بودند در ابتدا دو قمر را تشکیل دادند، این دو قمر بعدها با همدیگر ادغام شده و ماه امروزی شکل گرفته‌است.
بر اساس یکی از آخرین نظریه‌ها دانشمندان با بررسی یک شهاب سنگ با نام آلتاماها سیتا شواهدی از یک سیاره به‌دست آورده‌اند که ۴٫۵ میلیارد سال پیش در منظومهٔ خورشیدی وجود داشته و از میان رفته‌است.

## مدار

پویانمایی بازسازی شده از نحوهٔ چرخش و برخورد سیارهٔ تیا با زمین

تصور می‌شود که مدار تیا با نقاط لاگرانژی L4 یا L5 توسط زمین و خورشید ایجاد شده بود. در این‌صورت مدار آن به‌طور بالقوه رشد قابل توجهی نموده و به اندازهٔ مریخ شده بود، که در نهایت بر اثر اختلالات گرانشی ایجاد شده توسط سیارهٔ ناهید (زهره) به زمین برخورد کرد.

## نامگذاری
نام تیا برگرفته از تایتان تئا، که در اساطیر یونانی مادر سلنه الهه ماه است.

## برخورد و تشکیل ماه
بر اساس نظریه تأثیر تیا (the Theia Impact) یا اثر غول پیکر (فرضیهٔ برخورد بزرگ) مدار تیا به دور خورشید نزدیک مدار زمین اولیه بود. در نهایت بر اثر تأثیر میدان گرانش سیارهٔ مشتری و زهره تیا از مسیر خود منحرف شده و به زمین برخورد کرد.
این نظریه (تأثیر تیا) از این قرار است که بر اثر برخورد جزئی تیا با زمین اولیه، قطعاتی از هر دو سیاره جدا شدند و بعدها آن قطعات ماه را تشکیل دادند یا دو قمر تشکیل شد که در نهایت با همدیگر ادغام شده و ماه امروزی را تشکیل دادند. چنین فرض می‌شود که برخورد تیا و زمین اولیه منجر به آسیب هر دو سیاره شد و قطعات جدا شده از آن‌ها یک کمربند سیارکی ثانویه با عمر کوتاه بین مدارهای زهره و مریخ ایجاد کرد.

## فرضیه‌ها
از آغاز اخترشناسی نوین، تاکنون چهار فرضیه برای منشأ ماه ارائه شده‌است:
1. یک سیارهٔ اولیه به دو قسمت تقسیم شده، ماه و زمین را ایجاد کرد.
2. ماه یک سیارهٔ جداگانه بود که در میدان گرانش زمین به دام افتاد.
3. ماه و زمین هر دو با هم از دیسک سیاره‌ای اولیه (قرص پیش‌سیاره‌ای) تشکیل شده‌اند.
4. نظریهٔ تیا[۲]

نمونه‌های سنگی که توسط فضانوردان آپولو جمع‌آوری شده بود، ترکیبی بسیار شبیه به پوستهٔ زمین داشتند؛ از همین رو گفته می‌شود که بر اثر یک برخورد شدید از زمین جدا شده‌اند.